# Nirendranath Lahiri
Nirendranath Lahiri (meist kurz Niren Lahiri; Bengalisch: নীরেন্দ্রনাথ লাহিড়ী, Nīrendranāth Lāhiṛī; * 17. Juli 1908 in Kalkutta; † 2. Dezember 1972) war ein indischer Filmregisseur des bengalischen und des Hindi-Films.
Er begann seine Arbeit beim Film als Schauspieler in dem von P. C. Barua produzierten Stummfilm Ekada (1932, Regie: Sushil Majumdar). Danach wurde er Baruas Assistent bei dessen Filmen für die Produktionsgesellschaft New Theatres. Lahiri war Musikdirektor bei Sukumar Dasguptas Ashiana, Sushil Majumdars Tarubala und Tinkari Chakrabortys Annapurnar Mandir (alle 1936) und später auch bei einigen seiner eigenen Filme. 1940 trat er noch einmal als Darsteller in Debaki Boses Abhinav auf und hatte im selben Jahr sein Debüt als Filmregisseur mit Byabadhan, gefolgt von einem Film über den Dichter Kalidas. Er wurde insbesondere durch filmische Umsetzungen nationalistisch-idealistischer Stücke der „Kallol Group“ bekannt, darunter Garmil (1942) und Bhabhi-Kaal (1945) nach Premendra Mitra. 1952 verfilmte Lahiri zwei Romane von Sharatchandra Chattopadhyay, Palli Samaj und Subhadra.

## Filmografie (Regie)
- 1940: Byabadhan
- 1942: Mahakavi Kalidas
- 1942: Garmil
- 1943: Sahadharmini
- 1943: Dampati
- 1944: Anban
- 1945: Bhabhi-Kaal
- 1945: Banphool
- 1946: Arabian Nights
- 1948: Sadharan Meye
- 1948: Jayjatra/Vijay Yatra
- 1949: Niruddesh
- 1949: Singhdwar
- 1950: Garabini
- 1952: Palli Samaj
- 1952: Subhadra
- 1953: Kajari
- 1953: Lakh Taka
- 1954: Shobha
- 1954: Kalyani
- 1954: Jadubhatta
- 1955: Devimalini
- 1956: Bhola Master
- 1956: Shankar Narayan Bank
- 1957: Madhu Malati
- 1957: Bara Maa
- 1957: Prithibi Amar Chai
- 1958: Tansen
- 1958: Indrani
- 1959: Chhabi
- 1966: Rajdrohi